# Directoraat-generaal Communicatienetwerken, Inhoud en Technologie
Het directoraat-generaal Communicatienetwerken, Inhoud en Technologie (CONNECT) is een directoraat-generaal van de Europese Commissie verantwoordelijk voor de ondersteuning van de ontwikkeling en het gebruik van informatie- en communicatietechnologieën. De huidige directeur-generaal is Roberto Viola. Verantwoordelijk is de Eurocommissaris Digitale economie en samenleving Margrethe Vestager.

## Achtergrond
DG CONNECT stond eerst bekend onder de naam DG XIII en het deelde toen een commissaris met het directoraat-generaal Ondernemingen. Tot 1 juli 2012 heette het directoraat-generaal Informatiemaatschappij en Media (INFSO).
Sinds januari 2005 valt de portefeuille Media onder CONNECT. Eerder viel deze onder het directoraat-generaal Onderwijs en Cultuur. DG CONNECT richt zich op onderzoek, beleid en regelgeving op het gebied van informatie-en communicatietechnologie en media. De regelgeving afkomstig van het directoraat-generaal CONNECT heeft culturele, maatschappelijke en economische doelstellingen en heeft betrekking op enkele van de grootste economische sectoren van Europa. Het DG is echter niet verantwoordelijk voor een aantal algemene economische en marktvraagstukken met betrekking tot de informatiemaatschappij, zoals intellectuele eigendom.

## Missie
Het directoraat-generaal Communicatienetwerken, Inhoud en Technologie helpt met de ontwikkeling en het gebruik van informatie- en communicatietechnologie (ict) ten behoeve van de burgers van de Europese Unie, de werkgelegenheid en de economische groei. Om dit te bereiken ondersteunt het DG hoogwaardig wetenschappelijk onderzoek en innovatie, promoot het de veiligheid en het gebruik van en de publieke toegang tot digitale diensten, waaronder cloud computing, en werkt het samen met partners van over de hele wereld om netneutraliteit te bevorderen.

## Structuur
Onder het directoraat-generaal CONNECT vallen de volgende directoraten:
- R: Personeel, Financiën, Ondersteuningssystemen en -hulpmiddelen, Conformiteit en Programma-activiteiten (directeur: Gail Kent)
- A: Fotonica, Robotica, Complexe Systemen en Geavanceerde Computerisering, Componenten en Administratie en Financiën (directeur: Khalil Rouhana)
- B: Regelgevingscoördinatie en ondernemingen, Regelgevingscoördinatie en gebruikers, Regelgevingscoördinatie en markten, Radiospectrum en Breedband (directeur: Anthony Whelan)
- C: e-Infrastructuur, Technologieën van de toekomst en opkomende technologieën, Digitale Wetenschap, Vlaggenschepen en Administratie en Financiën (directeur: Thierry Van Der Pyl)
- D: Internationaal, Interinstitutioneel, Communicatie en Belanghebbenden (directeur: Linda Corugedo Steneberg)
- E: Netwerktechnologieën, Software en Diensten, Cloud computing, Netwerkinnovatie, Experimentele Platforms en Administratie en Financiën (directeur: Mario Campolargo)
- F: Groei en banen, Innovatie, Programmacoördinatie en Kennisbasis (directeur: Gerard De Graaf)
- G: Convergentie van media en inhoud, Creativiteit, Gegevenswaardeketen, Insluiting, Vaardigheden en Jeugd en Administratie en Financiën (directeur: Giuseppe Abbamonte)
- H: Gezondheid en Welzijn, Digitale Sociale Platforms, Overheidsdiensten, Vertrouwen en Beveiliging, Intelligente Steden en Duurzaamheid en Administratie en Financiën (directeur: Paul Timmers)